# 哈利·格里肯
哈利·格里肯（英語：Harry Glicken，1958年3月7日—1991年6月3日）是一名美国火山学家。1980年，位于华盛顿州境内的圣海伦火山发生重大爆发，已在火山上研究多年的格里肯当天因为需要参加面谈而与同事大卫·A·约翰斯顿换班，结果约翰斯顿就在这次大爆发中丧生。格里肯此后继续研究圣海伦火山，但一直对约翰斯顿的死自责。1991年，格里肯同莫里斯·克拉夫特夫妇在日本云仙岳研究火山碎屑崩落时，因遭遇火山碎屑流遇难。他的遗体直到4天后才被寻获，后按他父母的要求火化。截至2020年11月，格里肯和约翰斯顿仍然是美国仅有的两名因火山喷发遇难的火山学家。
虽然长期在美国地质调查局工作，但由于部分工作人员觉得他性格古怪，格里肯始终没有取得正式职位。在国家科学基金会及其他组织的资助下，格里肯开展独立研究，在火山碎屑崩塌领域积累了相当份量的专业知识。他同多位地质学家共同重建圣海伦火山的坍塌过程，得出获业界认可的研究成果，他是第一位对几乎所有高耸火山上都存在的圆丘的形成过程给出合理解释的地质学家，博士论文也以此为题材。1996年，格里肯生前的同事将他的论文《1980年5月18日，华盛顿州圣海伦火山的山体崩塌》发布，引起业界对火山碎屑崩塌现象的广泛关注，还得到许多关注该领域出版物的认可。许多昔日的同僚都在格里肯遇难后赞颂他对火山学的热爱和对工作领域的投入。

## 生活和事业

### 事业起步

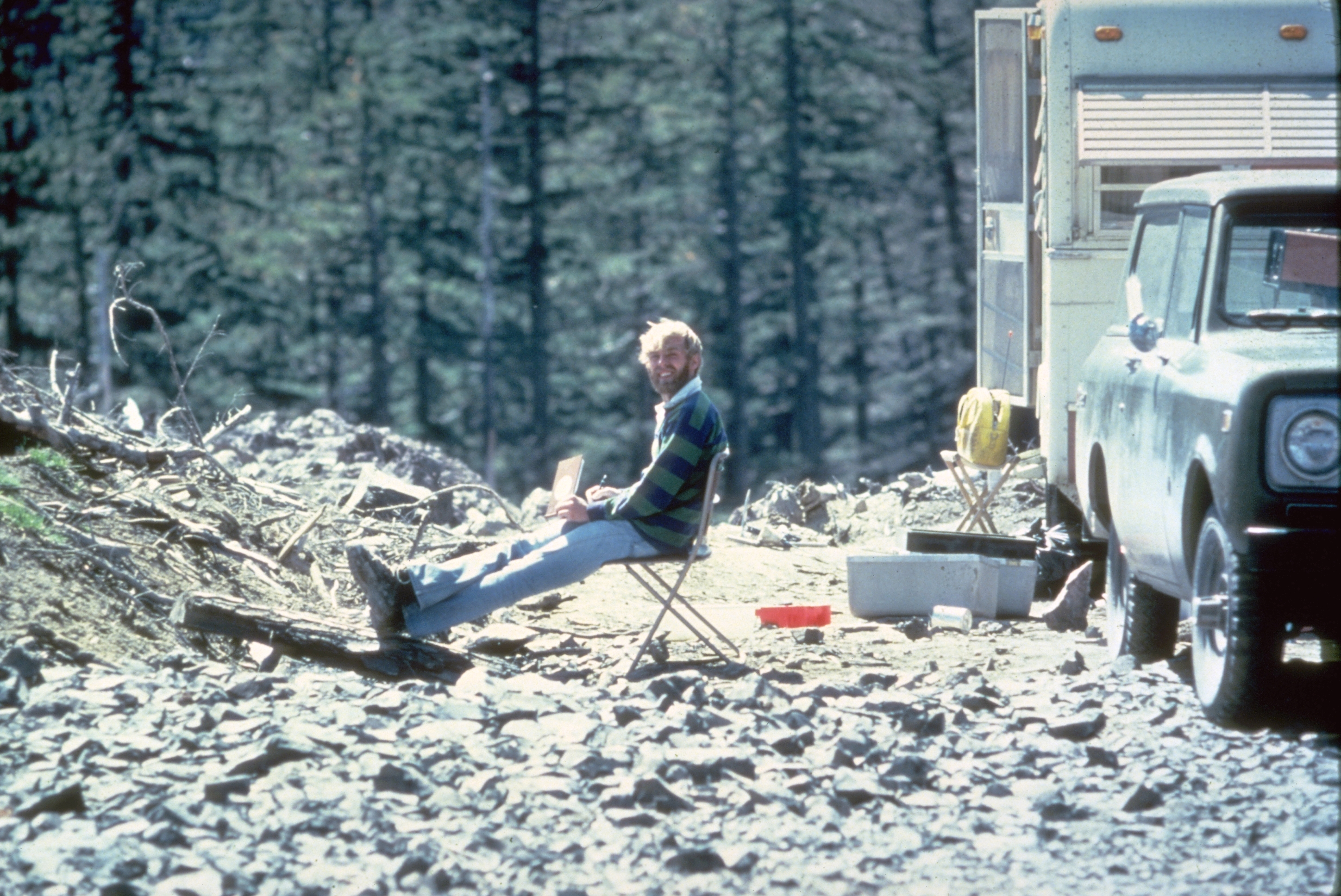
格里肯对大卫·A·约翰斯顿在1980年圣海伦火山爆发中遇难深感难过，上图是约翰斯顿坐在科德沃特二号观测点。

哈利·格里肯于1958年3月7日出生，具体日期不详，他的父亲名叫米尔顿·格里肯（Milton Glicken），母亲叫艾达·格里肯（Ida Glicken）。哈利于1980年从斯坦福大学毕业，同年成为加利福尼亚大学圣巴巴拉分校研究生:151，再于不久后获美国地质调查局聘为临时工，帮助监测位于华盛顿州斯卡梅尼亚县境内的圣海伦火山。这座火山自19世纪40或50年代开始进入休收眠期，但于1980年3月重新变得活跃起来。
随着地震和火山活动的逐渐加剧，美国地质调查局驻温哥华办事处的多名火山学家也做好随时观测火山喷发的准备。地质学家唐·斯旺森（Don Swanson）等人在不断膨胀的火山穹丘上及周围放置反射器，:108–109再于1980年5月1日建立科德沃特一号和二号观测站，在此用激光测距仪测量各反射器之间的距离会因穹丘变形而发生何种变化。格里肯在位于火山西北方向略超8公里位置的科德沃特二号观测了两个星期，这段时间就住在一辆拖车里。1980年5月18日，已经连续工作6天的格里肯决定休假1天，同理查德·费舍尔（Richard V. Fisher）教授一起前往加利福尼亚州莫多克县的孟玛（Mammoth），接受针对自己研究生课题的面谈:90–92。他在地质调查局的顾问兼导师:111大卫·A·约翰斯顿代替格里肯前往二号观测站:111，但约翰斯顿知道火山内部流动的岩浆表明这里有可能并不安全。上午8点32分，一场震中位于火山北侧正下方的里氏5.1级地震直接导致这一侧火山出现滑动，圣海伦火山随即爆发，火山碎屑流以超音速从火山侧翼奔腾而下，约翰斯顿也在此期间丧生。
灾难发生后，格里肯赶往救灾中心所在的图特高中，并与空军预备役救援中队人员一起登上直升机，前去查看约翰斯顿及其所在的观测站:111。经过3批人员历时近6小时的搜救，格里肯还是未能发现约翰斯顿的任何踪影:112。他还试着争取第4班直升机机组人员加入搜救，但因情况过于危险而未能获准:46。格里肯感到心烦意乱，而且拒绝接受约翰斯顿的死讯，经过斯旺森的安慰后才逐渐冷静下来:46。
5月的喷发过后，美国地质调查局的斟测科学家决定在温哥华设立大卫··约翰斯顿喀斯喀特火山观测站:141–142，希望能密切监控俄勒冈州、华盛顿州和爱达荷州的火山。格里肯返回圣海伦火山，分析上一次侧向爆发留下的残骸。不过，由于喀斯喀特火山观测站的工作人员已经开始在山上研究，美国地质调查局的资深科学家谢绝了格里肯自愿提供协助的建议。:150–151接下来，进入地质调查局不久的山体滑坡专家巴里·沃特邀请格里肯为自己工作。在沃特的指引下，格里肯全身心投入工作，:151这不但是为了争取进入地质调查局工作，也是为了缓解他因约翰斯顿的死而感受到的痛苦:151–152。格里肯和其他多名地质学家一起将圣海伦火山经过结构性坍塌后留下的残骸全面記錄，这片残骸的质量大概只有原火山的四分之一。通过繁杂而细致的分析，格里肯等人将每一块碎片的原本位置和火山爆发期间的运动方式还原，这些碎片大的有90余米长，小的则只是很细微的碎片。:152
格里肯同研究团队一起完成了火山坍塌领域里程碑式的研究，他们得出结论，高耸的火山天然存在坍塌的趋势:152。他们的研究以对细节的关注和独特的结论赢得赞誉:153，许多火山学家借此确定世界各地的许多火山都有类似的堆积结构。格里肯在博士论文中阐述他的研究结果，20世纪80年代期间出版的许多短篇研究文献中囊括了他的发现，格里肯成为第一位对几乎所有高耸火山上都存在的圆丘的形成过程给出合理解释的地质学家，并因此获得业界认可:153。

### 离开圣海伦火山之后的研究工作和逝世
圣海伦火山爆发过去多年后，格里肯声名鹊起，日本、新西兰和瓜德罗普都邀请他远赴海外参与研究，但他却一直没能进入美国地质调查局工作:152。该局一些曾与格里肯共事的资深人员认为他行为古怪、令人不安。圣海伦火山的地质活动减弱后，美国地质调查局削减了喀斯喀特火山观测站的预算，还考虑要将之关闭。:153格里肯意识到自己很可能永远都不能正式进入地质调查局，这令他非常沮丧，还开始把头发一根根拔出来:153–154。他继续协助调查局的工作直至1989年，同时还在加利福尼亚大学圣巴巴拉分校担任助理研究员。
1989至1991年，格里肯作为东京大学地震研究所的博士后在日本继续火山学研究，他的研究还获得美国国家科学基金会的资助。之后，格里肯又以首都大学东京研究教授和翻译:154的身份参与针对云仙岳的研究工作。这座火山经过198年的休眠期后，于1990年11月重新开始喷发活动。首次活动之后的几个月里，火山只出现零星爆发，政府于1991年5月疏散附近居民。1991年6月2日，格里肯与卡蒂娅·克拉夫特（Katia Krafft）和莫里斯·克拉夫特（Maurice Krafft）夫妇登上云仙岳。次日，3人进入火山底部的危险地带，他们估计即便有危险的火山碎屑流，也会因地形因素转向绕开他们。但就在这天，火山上的一个熔岩穹丘崩塌:359，大量岩浆以97公里时速迅速冲下山来。火山碎屑流虽因地形转向:44，但却分成两部分，其中偏上且温度更高的部分迅速冲到几位火山学家的位置，3人当场遇难:98，共有41或42人在这场突出其来的灾祸中丧生:44，其中还包括正在观察几位火山学家的记者:43。火山的这次喷发烧毁了390幢房屋，碎屑流一直冲出4公里远:44。格里肯的遗体直到4天后才被寻获，根据他父母的要求火化。截至2015年11月，格里肯和约翰斯顿是美国仅有的两名因火山喷发遇难的火山学家:99。

### 去世后才得以发表的报告
格里肯去世前还在寻找适当途径发表自己的全篇博士论文，因为之前已经出版的都只有论文中的一部分。他已经确定火山斜坡上发生碎屑崩落的标准，并撰定出多部以此为主题的文献，斯旺森还称他是该领域最顶尖的专家之一:152。1980年圣海伦火山爆发后，知名火山的碎屑崩落成为更具热度的研究议题，而格里肯对圣海伦火山碎屑的研究融详实和全面于一体，被视为这一领域至今最完整的报告。1996年，格里肯的博士论文在昔日美国地质调查局同僚卡罗尔·奥斯腾伦（Carol Ostengren）、约翰·科斯塔（John Costa）、丹·德祖里辛（Dan Dzurisin）和乔恩·梅乔等人的共同努力下全文发布。梅杰还在出版论文的序言中称：圣海伦火山的碎屑永远都不会再得到如此详尽的还原。
格里肯的报告题为《1980年5月18日，华盛顿州圣海伦火山的山体崩塌》（Rockslide-debris Avalanche of May 18, 1980, Mount St. Helens Volcano, Washington），其中不但包含大量实验工作，还包括大范围的实地考量，同时辅以火山喷发的照片，描述圣海伦火山喷发前情况的著作，并参考过去的相关出版物，其中还包括巴里·沃特的研究成果:1。格里肯在报告中以1比24000的比例重建崩塌的碎屑并绘成地图，其后又是以1比12000的比例描述岩石种类的岩性地图。报告还对每块碎屑的动向提供结论，利用照片及其它数据来估算每次滑坡的速度、滑坡碎屑的成分，以及各岩层之间的相互作用:74–79。

## 追忆和影响
格里肯的工作虽然赢得业界赞誉，但在许多同事眼中，他的性格较为古怪，而且行事非常缺乏条理。格里肯的同僚认为他较为健谈且极其敏感，经常表现得有些太钻牛角尖，同时也极其注重细节。:151他的一位朋友这样写道：“……每个认识他的人都会对他是如此优秀的科学家感到惊讶”:151。据部分熟悉他的人介绍，格里肯开起车来就像“卡通人物”，“会以全速前进，一边谈论对于他来说很重要的事物，然后……从本应停车的十字路口呼啸而过，完全没有意识到自己刚才经历了何等险境:151。”
格里肯的父亲曾于1991年称，儿子是在追寻梦想的过程中去世的，他已经全身心投入到火山学中。美国地质调查局的唐·彼得森（Don Peterson）曾与格里肯共事，他称赞格里肯对观测工作的满腔热忱，还高度评价格里肯的职业生涯和之前在研究生阶段所取得的成就。作为格里肯的导师，理查德·费舍尔在谈及格里肯对事业的热爱时称：“发生在圣海伦火山上的事困扰了（格里肯）很长时间，并且从一定程度上来说，我觉得这件事还令他对事业更加投入。”曾与格里肯共事的罗宾·霍尔库姆曾表示，“哈利非常狂热、非常耀眼，同时也非常有野心，雄心勃勃地要在火山上做出一番大事业:153。”许多研究都在火山山体滑坡的识别上采用格里肯的标准，之后许多有关崩落的论文都认可或引述他1996年的报告。唐·斯旺森回顾格里肯的工作成果后宣称，格里肯是“世界火山碎屑崩落研究的领袖”:152。
格里肯在加利福尼亚大学圣巴巴拉分校取得博士学位并开展研究，生前同该校保持紧密联系。为了纪念他，该校地质系每年会向成绩优异的地质学研究生颁发“哈利·格里肯纪念研究生奖学金”，奖金由哈利·格里肯基金提供，该基金旨在帮助那些“意欲走上有助于理解火山原理研究道路”的学子。

## 主要出版作品
格里肯的大部分出版著作都是以1980年圣海伦火山爆发为核心，他还同其他火山学家合著过多部聚焦火山碎屑崩塌的作品。据同事乔恩·梅杰（Jon Major）所言，格里肯的大部分工作成果一直都没有发表。
- . United States Geological Survey. 1989  [2015-12-16]. （原始内容存档于2015-09-08）.
- . United States Geological Survey. 1996  [2015-12-16]. （原始内容存档于2015-09-08）.
- . United States Geological Survey: 347–377.
- . United States Geological Survey. 1981  [2015-12-16]. （原始内容存档于2014-08-10）.
- . United States Geological Survey. 1984.

## 扩展阅读
- Yoshiaki Ida; Barry Voight. . Models of Magmatic Processes and Volcanic Eruptions (Journal of Volcanology and Geothermal Research). 1995-07, 66 (1–4): ix–xvi  [2015-12-16]. （原始内容存档于2019-03-05）.